# Еміль Гірш
Еміль Девенпорт Гірш (англ. Emile Davenport Hirsch; нар. 13 березня 1985, Лос-Анджелес, Каліфорнія) — американський актор. Став широко відомим після релізу драми Шона Пенна «Тепер я йду у дику далечінь» (2007).

## Раннє життя
Еміль Гірш народився 13 березня 1985 в лос-анджелеському районі Палмс, Каліфорнія. Його мати, Маргарет Естер Девенпорт, є художницею і вчителькою, яка створила книжки у стилі поп-ап, а батько, Девід М. Гірш — підприємець, менеджер і продюсер. У нього також є старша сестра Дженні. Його виховували у Лос-Анджелесі та у Санта-фе, Нью-Мексико, де він декілька років проживав зі своєю мамою після розлучення батьків.

## Особисте життя і преса
Гірш проживає у Венеції, Каліфорнія, обожнює писати поезію, сценарії і образотворче мистецтво. Він отримав п'ять нагород, включаючи кінопремію «Вибір критиків» за прорив і премію «найкращий актор» за роль у фільмі «Тепер я йду у дику далечінь», а також 11 інших номінацій. Він з'являвся на обкладинках багатьох журналів: Nylon Guys, Teen Vogue, Movieline, Another Man, та L'Uomo Vogue (Italy).

## Фільмографія
| Рік  | Вид | Назва                                 | Оригінальна назва                 | Роль                                             |
| ---- | --- | ------------------------------------- | --------------------------------- | ------------------------------------------------ |
| 1997 |     |                                       | Early Edition                     | Ланс Фостер                                      |
| 1997 |     | Третя планета від Сонця               | Third Rock from the Sun           | Панк                                             |
| 1998 |     | Ґарґантюа                             | Gargantua                         | Брендон Елвей                                    |
| 1999 |     | Сабріна — юна відьма                  | Sabrina, the Teenage Witch        | Дерріл                                           |
| 1999 |     |                                       | The Pretender                     | Брайс                                            |
| 1999 |     |                                       | Two of a Kind                     | Джеремі                                          |
| 2001 |     |                                       | Wild Iris                         | Лоні Брівард                                     |
| 2002 |     | Небезпечні ігри                       | The Lives of Dangerous Altar Boys | Френсіс Дойл                                     |
| 2002 |     | Імператорський клуб                   | The Emperor's Club                | Седжвік Білл                                     |
| 2003 |     | Мамин синок                           | The Mudge Boy                     | Дункан Мадж                                      |
| 2004 |     | Сусідка                               | The Girl Next Door                | Меттью Кідмен                                    |
| 2004 |     | Вигадані герої                        | Imaginary Heroes                  | Тім Тревіс                                       |
| 2005 |     | Лорди Догтауна                        | Lords of Dogtown                  | Джей Адамс                                       |
| 2006 |     | Альфа Дог                             | Alpha Dog                         | Джоні Трулав                                     |
| 2007 |     | Тепер я йду у дику далечінь           | Into the Wild                     | Крістофер Маккендлесс (Александер Суперволоцюга) |
| 2008 |     | Повітря, яким я дихаю                 | The Air I Breathe                 | Тоні                                             |
| 2008 |     | Спіді Гонщик                          | Speed Racer                       | Спідрейсер                                       |
| 2008 |     | Гарві Мілк                            | Milk                              | Клів Джоунс                                      |
| 2009 |     |                                       | Taking Woodstock                  | Біллі                                            |
| 2011 |     | Кілер Джо                             | Killer Joe                        | Кріс Сміт                                        |
| 2011 |     | Фантом                                | The Darkest Hour                  | Шон                                              |
| 2012 |     | Дикуни                                | Savages                           | Спін                                             |
| 2012 |     | Народжений двічі                      | Venuto al mondo                   | Дієго                                            |
| 2012 |     |                                       | The Motel Life                    | Франк Фленінген                                  |
| 2013 |     |                                       | Prince Avalanche                  | Ленс                                             |
| 2013 |     |                                       | Bonnie and Clyde: Dead and Alive  | Клайд Берроу                                     |
| 2013 |     | Уцілілий                              | Lone Survivor                     | Денні Дітц                                       |
| 2014 |     |                                       | Ten Thousand Saints               | Кевін Пландер / Ка-Зар (голос)                   |
| 2015 |     |                                       | Just Jim                          | Джонні                                           |
| 2016 | ф   | Демон всередині                       | The Autopsy of Jane Doe           | Остін                                            |
| 2018 | ф   | Потвори                               | Freaks                            | Генрі Льюїс (батько)                             |
| 2019 | ф   | Одного разу в… Голлівуді              | Once Upon a Time in Hollywood     | Джей Себрінг                                     |
| 2020 | ф   | Афера по-голлівудськи                 | The Comeback Trail                | Джеймс Мур                                       |
| 2021 | ф   | Син                                   | Son                               | Пол                                              |
| 2021 | ф   | Опівночі у високій траві              | Midnight in the Switchgrass       | Байрон Кроуфорд                                  |
| 2021 | мф  | Мисливці на тролів: Повстання титанів | Trollhunters: Rise of the Titans  | Джим (голос)                                     |
| 2021 | ф   |                                       | American Night                    | Майкл Рубіно                                     |
| 2022 | ф   |                                       | The Immaculate Room               | Мікі (Майкл) Волш                                |
| 2022 | ф   | За слідом хакера                      | Pursuit                           | Рік Келловей                                     |
| 2022 | ф   |                                       | State of Consciousness            | Стівен                                           |
| 2022 | ф   |                                       | The Price We Pay                  | Алекс                                            |
| 2022 | ф   |                                       | Dig                               | Віктор                                           |
| 2022 | ф   |                                       | Devil's Workshop                  | Дональд                                          |
| 2023 | ф   |                                       | Inside Man                        | Боббі Белуччі                                    |
| 2023 | ф   |                                       | The Engineer                      | Ітан                                             |
| 2023 | ф   |                                       | Helen's Dead                      | Адам                                             |
| 2023 | ф   |                                       | Walden                            | Волден Дін                                       |